# Robert Brout
Robert Brout (New York, 14 giugno 1928 – Bruxelles, 3 maggio 2011) è stato un fisico teorico belga, di origine statunitense.
Ha svolto attività di ricerca nel campo delle particelle elementari.
Nel 2004 ha ricevuto il premio Wolf per la fisica assieme a Peter Higgs e François Englert, con i quali ha teorizzato il meccanismo mediante il quale le particelle acquisiscono massa, oggi principalmente noto come meccanismo di Higgs.